# Murray Oliver
Murray Clifford Oliver, född 14 november 1937, död 23 november 2014, var en kanadensisk professionell ishockeyspelare som tillbringade 17 säsonger i den nordamerikanska ishockeyligan National Hockey League (NHL), där han spelade för Detroit Red Wings, Boston Bruins, Toronto Maple Leafs och Minnesota North Stars. Han producerade 728 poäng (274 mål och 454 assists) samt drog på sig 315 utvisningsminuter på 1 127 grundspelsmatcher.
Han spelade också för Edmonton Flyers i Western Hockey League (WHL) och Hamilton Tiger Cubs i OHA-Jr.
Efter den aktiva spelarkarriären var Oliver assisterande tränare och tränare för Minnesota North Stars; chef för professionell scouting i Vancouver Canucks och talangscout för Atlanta Thrashers.
Den 23 november 2014 avled han av en hjärtinfarkt i sitt hem i Edina, Minnesota i USA.

## Statistik

### Spelare
| 1953–1954      | Hamilton Tiger Cubs   | OHA-Jr.        | 2    | 0   | 2   | 2   | 0   | 5  | 1 | 0  | 1  | 0  |
| 1954–1965      | Hamilton Tiger Cubs   | OHA-Jr.        | 39   | 5   | 13  | 18  | 19  | 3  | 2 | 0  | 2  | 0  |
| 1955–1956      | Hamilton Tiger Cubs   | OHA-Jr.        | 5    | 1   | 1   | 2   | 2   | —  | — | —  | —  | —  |
| 1956–1957      | Hamilton Tiger Cubs   | OHA-Jr.        | 52   | 17  | 42  | 59  | 20  | 4  | 3 | 1  | 4  | 0  |
| 1957–1958      | Detroit Red Wings     | NHL            | 1    | 0   | 1   | 1   | 0   | —  | — | —  | —  | —  |
|                | Hamilton Tiger Cubs   | OHA-Jr.        | 52   | 34  | 56  | 90  | 37  | 4  | 2 | 5  | 7  | 8  |
| 1958–1959      | Edmonton Flyers       | WHL            | 64   | 33  | 34  | 67  | 35  | 3  | 1 | 1  | 2  | 0  |
| 1959–1960      | Detroit Red Wings     | NHL            | 54   | 20  | 19  | 39  | 16  | 6  | 1 | 0  | 1  | 4  |
|                | Edmonton Flyers       | WHL            | 16   | 8   | 12  | 20  | 6   | —  | — | —  | —  | —  |
| 1960–1961      | Detroit Red Wings     | NHL            | 49   | 11  | 12  | 23  | 8   | —  | — | —  | —  | —  |
|                | Boston Bruins         | NHL            | 21   | 6   | 10  | 16  | 8   | —  | — | —  | —  | —  |
| 1961–1962      | Boston Bruins         | NHL            | 70   | 17  | 29  | 46  | 21  | —  | — | —  | —  | —  |
| 1962–1963      | Boston Bruins         | NHL            | 65   | 22  | 40  | 62  | 38  | —  | — | —  | —  | —  |
| 1963–1964      | Boston Bruins         | NHL            | 70   | 24  | 44  | 68  | 41  | —  | — | —  | —  | —  |
| 1964–1965      | Boston Bruins         | NHL            | 65   | 20  | 23  | 43  | 30  | —  | — | —  | —  | —  |
| 1965–1966      | Boston Bruins         | NHL            | 70   | 18  | 42  | 60  | 30  | —  | — | —  | —  | —  |
| 1966–1967      | Boston Bruins         | NHL            | 65   | 9   | 26  | 35  | 16  | —  | — | —  | —  | —  |
| 1967–1968      | Toronto Maple Leafs   | NHL            | 74   | 16  | 21  | 37  | 18  | —  | — | —  | —  | —  |
| 1968–1969      | Toronto Maple Leafs   | NHL            | 76   | 14  | 36  | 50  | 16  | 4  | 1 | 2  | 3  | 0  |
| 1969–1970      | Toronto Maple Leafs   | NHL            | 76   | 14  | 33  | 47  | 16  | —  | — | —  | —  | —  |
| 1970–1971      | Minnesota North Stars | NHL            | 61   | 9   | 23  | 32  | 8   | 12 | 7 | 4  | 11 | 0  |
| 1971–1972      | Minnesota North Stars | NHL            | 77   | 27  | 29  | 56  | 16  | 7  | 0 | 6  | 6  | 4  |
| 1972–1973      | Minnesota North Stars | NHL            | 75   | 11  | 31  | 42  | 10  | 6  | 0 | 4  | 4  | 2  |
| 1973–1974      | Minnesota North Stars | NHL            | 78   | 17  | 20  | 37  | 4   | —  | — | —  | —  | —  |
| 1974–1975      | Minnesota North Stars | NHL            | 80   | 19  | 15  | 34  | 24  | —  | — | —  | —  | —  |
| NHL totalt     | NHL totalt            | NHL totalt     | 1127 | 274 | 454 | 728 | 320 | 35 | 9 | 16 | 25 | 10 |
| WHL totalt     | WHL totalt            | WHL totalt     | 80   | 41  | 46  | 87  | 41  | 3  | 1 | 1  | 2  | 0  |
| OHA-Jr. totalt | OHA-Jr. totalt        | OHA-Jr. totalt | 150  | 57  | 114 | 171 | 78  | 16 | 8 | 6  | 14 | 8  |

### Statistik
| Lag                   | Säsong    | Grundserie | Grundserie | Grundserie | Grundserie | Grundserie | Grundserie   | Slutspel                   |  |
| Lag                   | Säsong    | Matcher    | Vinster    | Förluster  | Oavgjorda  | Poäng      | Placering    | Resultat                   |  |
| --------------------- | --------- | ---------- | ---------- | ---------- | ---------- | ---------- | ------------ | -------------------------- |  |
| Minnesota North Stars | 1982–1983 | 37         | 18         | 12         | 7          | 43         | 2:a i Norris | Förlorade i första rundan. |  |
| Totalt                | Totalt    | 37         | 18         | 12         | 7          | 43         |              |                            |  |